# Alan Kyeremanteng

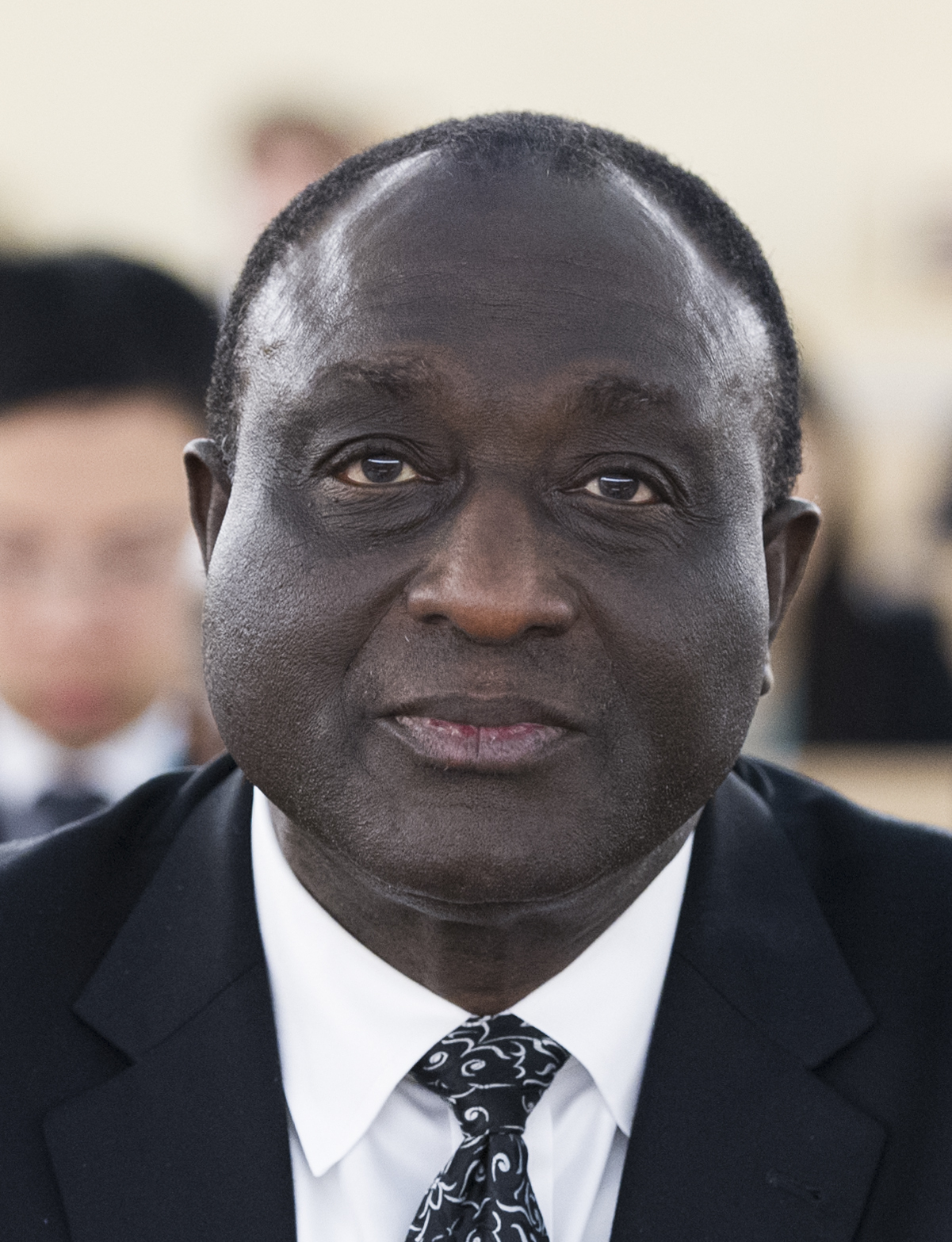
Alan Kyeremanteng

Alan John Kwadwo Kyeremanteng (auch: Kyeremanten; * 3. Oktober 1955) ist Ökonom, Jurist und Politiker in Ghana. In der Regierung von Präsident John Agyekum Kufuor war er Minister für Handel, Industrie und PSI. Er trat freiwillig aus dem Amt zurück, um seiner Partei, der New Patriotic Party als Kandidat bei den Präsidentschaftswahlen 2008 zur Verfügung zu stehen.
Kyeremanteng studierte an der Universität von Ghana Wirtschaftswissenschaften und Rechtswissenschaften und hat in beiden Fächern den Abschluss gemacht. An der University of Minnesota studierte er Management im Fulbright-Scholarship-Programm der School of Management.
Als Senior Corporate Executive arbeitete er in der Tochtergesellschaft von Unilever International in Ghana. Ferner war er unter anderem Principal Consultant und Leiter im Public-Systems-Bereich im Management Development Productivity Institute (MDPI). Im Jahr 1994 wurde Kyeremanteng im Time-Magazine unter die Liste der 100 Global Leaders des neuen Jahrtausends gewählt.
Nach einer Tätigkeit als Botschafter in den Vereinigten Staaten zwischen 2001 und 2003 war Kyerematen von April 2003 bis zum 31. Juli 2007 Minister für Handel, Industrie und besondere Initiativen des Präsidenten (PSI, Presidential Initiatives).